# Анастас Чорбев
Анастас Якимов Чорбев (на сръбски: Анастас Чорбевић, на македонска литературна норма: Анастас Чорбев) е български търговец и югославски политик, кмет на Охрид и депутат в Скупщината на Югославия.

## Биография
Роден е в 1888 година в големия български град Охрид, тогава в Османската империя, в търговско семейство. В началото на XX век семейството на Анастас Чорбев е сред най-богатите търговски семейства в града. Прогимназиално образование завършва в екзархийското училище в родния си град, а след това учи в София. През  Балканската война е доброволец в Македоно-одринското опълчение, служи в Сборната партизанска рота на МОО. Анастас се включва в политиката и развива активна политическа дейност между 1920 и 1940 година. Става съветник в общината на Охрид и депутат от Вардарска бановина в последния състав на Скупщината на Югославия. Кмет е на Охрид от 1937 до 1940 година.
Умира в Охрид в 1983 година.